# بلاتاني

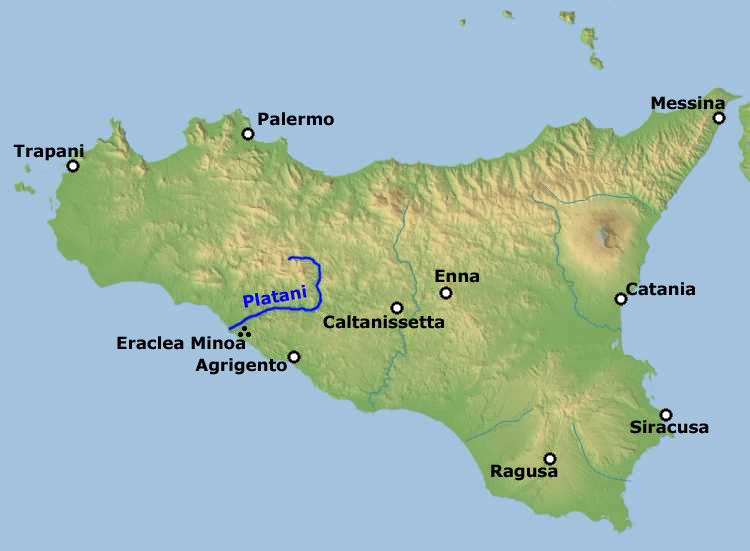
نهر بلاتاني

نهر بلاتاني (بالصقلية:Plàtani) والمعروف في العصور القديمة باسم هاليكوس (باللاتينية: Halykus) هو نهر في جنوب صقلية. هو خامس أطول أنهار الجزيرة بعد سالسو وسيميتو وبيليشي وديتاينو بطول 103 كم. هو الثالث أيضاً من حيث حوض التصريف بمساحة 1,785 كم2 بعد كل من سالسو وسيميتو. يتدفق النهر عبر مقاطعات باليرمو وأغريجينتو مشكلا الحدود بين الأخيرة وكالتانيسيتا.